# Eu Só Preciso Ser
"Eu Só Preciso Ser" é uma canção das cantoras brasileiras Sandy e Iza. A canção foi lançada no dia 21 de novembro de 2018 através da Universal Music e passou a ser divulgada como o quarto single do álbum Nós, Voz, Eles (2018), de Sandy.

## Composição
Composta por Sandy e Lucas Lima, "Eu Só Preciso Ser" fala sobre "empoderamento feminino" e foi caracterizada por Sandy e Iza como uma mistura de pop, funk, soul e blues. Iza disse que não acreditou que fosse realmente Sandy no telefone quando foi convidada para o dueto: "Quando ela me mandou um whatsapp, eu pensei que era outra pessoa, demorei muito a acreditar que era a Sandy mesmo que estava ali". A faixa discute a necessidade da mulher em não buscar aprovação masculina e não deixar se levar pela pressão dos estereótipos para viver como se sente bem ("Eu não preciso de muito dinheiro / Nem sou refém do meu espelho / Não tô atrás de atenção / E nem da tua aprovação").

## Lançamento e promoção
O lançamento da canção foi precedido por um episódio homônimo, parte da websérie Nós, Voz, Eles, onde é mostrado o encontro que Sandy e Lucas tiveram com o duo e a gravação e produção da música, bem como conversas mais descontraídas. Sandy e Iza interpretaram a faixa pela primeira vez em 21 de novembro de 2018 no Fantástico, da Rede Globo.

## Vídeo musical
Assim como as demais canções do álbum Nós, Voz, Eles, "Eu Só Preciso Ser" teve seu videoclipe gravado dentro do estúdio particular de Sandy e Lucas Lima, que fica na casa deles em Campinas. O vídeo apresenta imagens de Sandy e Iza frente a frente interpretando a canção, intercalando com imagens da gravação e produção da faixa.

## Uso na mídia
"Eu Só Preciso Ser" foi incluída na trilha sonora da vigésima sétima temporada da série de televisão da Rede Globo Malhação, intitulada Malhação: Toda Forma de Amar.